# Против метода
«Против метода. Очерк анархистской теории познания» (Against Method. Outline of an Anarchist Theory of Knowledge, 1975) — книга австрийско-американского философа Пауля Фейерабенда, в которой он доказывает анархическую природу научного познания (в контексте книги понятие «анархизм» обозначает концепцию эпистемологического анархизма). Одна из основных работ школы постпозитивизма.

## Содержание
Фейерабенд доказывает свою точку зрения на методологию науки при помощи абстрактной критики, основывающейся на ряде исторических событий.
Его критика основывается на апагогии методологического монизма (веры в то, что для научного развития должна использоваться единая методология). Он выделяет 4 особенности методологического монизма: фальсифицируемость, стремление к увеличению эмпирического содержания, запрет гипотез ad hoc и принцип непротиворечивости теорий друг другу. Затем он доказывает, что эти особенности предполагают, что наука не может развиваться, и, следовательно, абсурдны для сторонников научного метода.
Отсылки к истории также используются для апагогии. Фейерабенд приводит гелиоцентрическую космологию Коперника и последующее её развитие и поддержку Галилео Галилеем как пример научного прогресса; затем показывает, что Галилей не соблюдал принципы методологического монизма, а если бы он их соблюдал, то не смог бы доказать верность гелиоцентрической космологии. Таким образом, соблюдение методологического монизма помешало бы развитию науки.
Свои доводы Фейерабенд обобщает короткой фразой «всё дозволено» («anything goes»), представляющей собой единственный научный метод, никак не препятствующий научному прогрессу.
Позднее Фейерабенд писал, что одним из основных мотивов создания его труда стало желание избавить людей от догматов «истинности», «объективности» и «реальности», сужающих варианты развития и способы видения людей.

## Стиль изложения
Как пишет Фейерабенд в эпиграфе к работе, стиль изложения «Против метода» с присущей ему резкостью обусловлен тем обстоятельством, что сочинение данное планировалось автором как первая из книг о рационализме; автором второй должен был стать Имре Лакатос, который в своем труде, защищая рационалистскую позицию, на каждую резкую фразу Фейерабенда даёт «ещё более резкий ответ».

## Издания и переводы
Второе издание книги «Против метода» на английском языке появилось в 1988 году. После дальнейшей доработки появилось третье издание (1993). Последнее, четвёртое, издание, опубликовано Verso Books в 2010 году и предваряется новым вступлением от Яна Хэкинга.
Французский перевод опубликован издательством Éditions du Seuil в 1979 под названием «Contre la méthode : esquisse d’une théorie anarchiste de la connaissance» (ISBN 2-02-005370-5).
Немецкий перевод Германа Веттера был переработан самим Фейерабендом, для которого немецкий язык является родным. Он опубликован Suhrkamp Verlag в 1983 году под названием «Wider den Methodenzwang. Skizzen einer anarchistischen Erkenntnistheorie». Этот перевод был несколько раз переиздан.